# Trinquet Chiquito de Cambo
Le trinquet Chiquito de Cambo est situé au 8, quai Saint-Exupéry (16e arrondissement de Paris). Le site accueille notamment le fronton de Paris.

## Origine du nom
Ce trinquet, baptisé du nom d'un grand champion de pelote, Chiquito de Cambo, est le plus moderne des six se trouvant dans la capitale.

## Historique
L'épreuve de pelote basque aux Jeux olympiques d'été de 1924 a lieu sur un fronton construit pour la compétition le long de la Seine, dans le 16e arrondissement. Le trinquet sera érigé à côté.
Inauguré en 1988, le trinquet est doté d'une paroi de verre entre le public et les joueurs. 

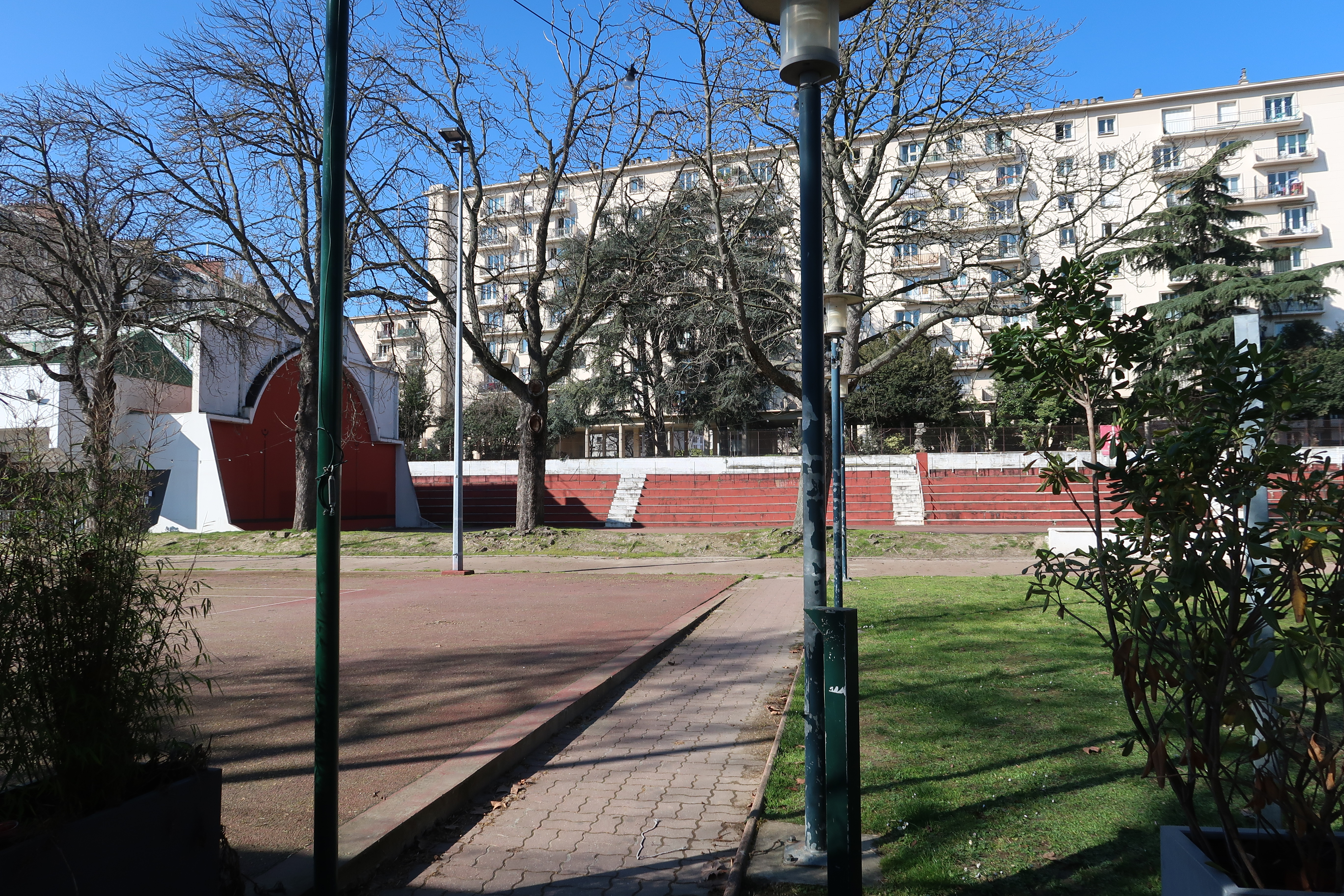
Fronton.
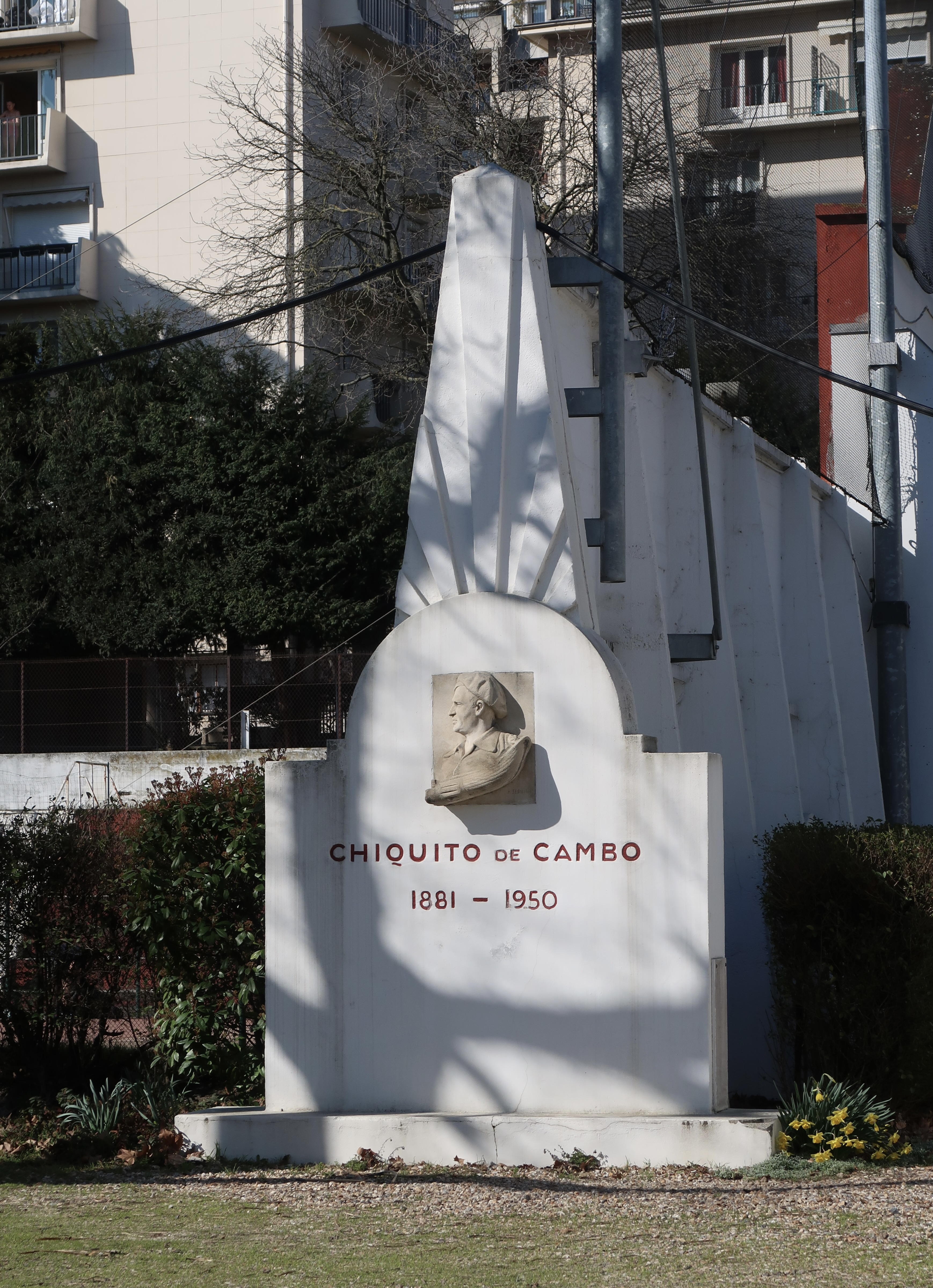
Monument à Chiquito de Cambo.